# Buam-dong, Seoul
Buam-dong là một dong, phường của Jongno-gu ở Seoul, Hàn Quốc.

## Địa điểm thu hút
Một bức tượng bằng đồng của Choi Gyu-sik (최규식) nằm trên đồi Jaha Gate gần văn phòng dịch vụ dân cư Buam-dong. Choi là một cảnh sát trưởng của đồn cảnh sát Jongno, người đã bị giết trong khi làm nhiệm vụ khi các điệp viên của Bắc Triều Tiên cố gắng xâm nhập vào Nhà Xanh, văn phòng và nơi cư trú của Tổng thống Hàn Quốc vào năm 1968.
Một điểm thu hút khác của Buam-dong là Cổng Changuimun, còn được gọi là Cổng Đông Bắc của Tường thành Seoul. Changuimun là một trong Tám Cổng của Seoul; đây là cổng lâu đời nhất trong số "Bốn Cổng Nhỏ" (사소문).
Khu vực này có một cửa hàng được thành lập vào năm 1969 là Dongyang Bangagan chuyên bán bánh gạo truyền thống tteok. Nơi này xay gạo để làm bánh ở nhà và bán nhiều loại khác nhau, cũng như các đặc sản theo mùa.